# Zaboršt pri Dolu
Zaboršt pri Dolu is een plaats in Slovenië en maakt deel uit van de gemeente Dol pri Ljubljani in de NUTS-3-regio Osrednjeslovenska. De plaats telde 406 inwoners op 1 januari 2020.